# صوفيا (مغنية)
صوفيا (بالسويدية: Sofia Berntson)‏ هي مغنية سويدية، ولدت في 4 أغسطس 1979.

## وصلات خارجية
- الموقع الرسمي
- صوفيا على موقع ميوزك برينز (الإنجليزية)
- صوفيا على موقع ديسكوغز (الإنجليزية)